# Goldname

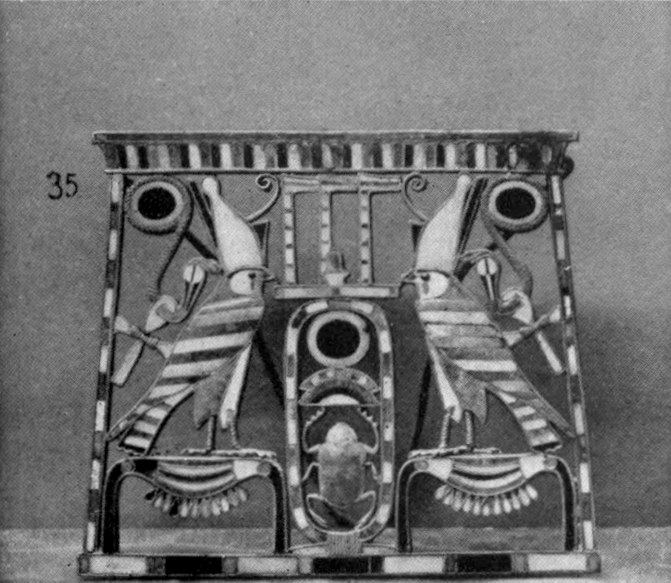
Pektoral (12. Dynastie) mit Darstellung des auf dem Zeichen für Gold (nebu – nbw) sitzenden Horus-Falken

Der Goldname (auch Goldhorusname) ist einer der fünf Namen im altägyptischen Königstitular. Diese Bezeichnung und auch die Bedeutung des Namens ist bis heute nur unzureichend geklärt.

## Ursprung

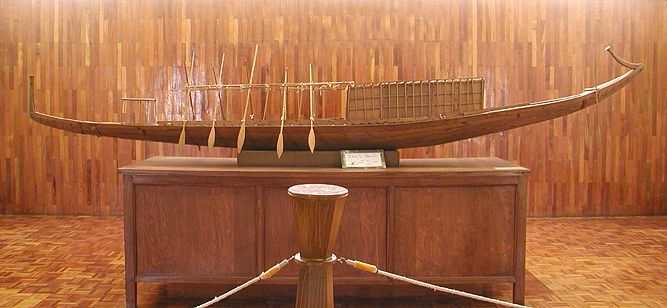
Cheopsbarke (Replikat) als Darstellung einer Falkenbarke

Der König wurde durch den Goldnamen wahrscheinlich mit der Sonne gleichgesetzt, die symbolisch als Falke in der Darstellung von zwei Falkenflügeln über den Himmel in einem Schiff oder einer Barke fuhr. Das übliche Zeichen für den Goldhorusnamen besteht daher aus einem Falken (Horus), der auf der Hieroglyphe für Gold (nebu – nbw) sitzt.
Der Goldhorusname ist als offizielle Zusatztitulatur spätestens bei Djoser in der 3. Dynastie aus späteren Quellen belegt. Zeitgenössisch nachweisbar ist der Goldname allerdings erst auf Denkmälern des Königs Snofru. Der Titel wurde im Allgemeinen durch den Falken, der auf dem Halsschmuck sitzt, eingeleitet, wobei diese Schreibweise bis zum Mittleren Reich gleich blieb.

## Spätere Interpretationen
In griechischer Zeit, aus der der Stein von Rosette stammt, wird darin der Sieg des Horus über seinen feindlichen Bruder Seth gesehen. Aber diese Interpretation entspricht nicht den wenig kriegerischen Ausgestaltungen dieses Namens in den älteren Königstitulaturen der Pharaonen Ägyptens bis zurück zur 11. Dynastie. Im Zusammenhang mit der Titulatur von Thutmosis III. sagt der König: „Er (Amun) gestaltete mich als bik-en-nebu“ (bjk-n-nbw, „Falke von Gold“). Und seine Mitregentin, Hatschepsut, nennt sich „Hor-ent-dam“ (Ḥr-nt-d3m, „die Horus (weibl.) von Fein-Gold“). In Anlehnung an die Bezeichnung „Goldener Raum“ für die Grabstätte des Pharaos im Neuen Reich interpretiert man „Gold“ auch synonym für Ewigkeit. Daher mag der Gold-Horus-Name eine analoge Bedeutung tragen, womit der Wunsch ausgedrückt wird, der König möge ein „ewiger Horus“ sein.